# 朱宝庭
朱宝庭（1880年—1947年1月24日），男，浙江宁波人，中国近代工人运动领袖。上海工人运动领导人，五卅运动领导人之一。

## 生平
1880年生于浙江镇海县临江乡虹桥村贫民家庭。1889年父亲病故。10岁入免费学堂读书，后因搬家而辍学。
13岁时，开始在上海英商太古公司的轮船上当杂役。1918年，与工友发起成立了上海均安水手公所，会员达4000余人。其中负责人为钱孝裕，朱宝庭充当副手。1919年五四运动爆发后，配合学生运动，有序组织了上海海员第一次罢工。
1922年5月，朱宝庭到广州参加第一次全国劳动大会，同时加入中国共产党，之后回沪筹建中华海员工业联合总会上海分会。1925年在上海参加领导五卅运动，发动海员大罢工，受伤。1926年1月被选为海总执委会委员。同年5月出席在广州召开的第三次全国劳动大会，当选为中华全国总工会候补委员，后赴武汉筹备建立汉口海员分会，当选为汉口分会委员长。
1931年赴苏联参加赤色职工国际工作。1932年回国后在闽浙赣革命根据地从事工会工作。1936年被国民党逮捕入狱。1937年7月被党组织营救出狱后到延安，任中共中央职工运动委员会委员。
1947年1月24日上午6时在陕北安塞陕甘宁边区医院逝世。遗体告别仪式于1月29日下午3时在中共中央办公厅举行。主祭人为朱总司令、刘少奇，陪祭人谢觉斋、杨芝华及祝志澄。毛泽东赠送挽词“工人阶级的英雄”。安葬于烈士公墓。1959年转葬于新建的延安王家坪四·八烈士陵园。

## 延伸阅读
- 雷加. . 北京: 工人出版社. 1955年12月.